# یک عشق یک جنون
مدهوبالا−یک عشق یک جنون (به هندی: Madhubala – Ek Ishq Ek Junoon) (به انگلیسی: Madhubala — A love, a passion) که در زبان فارسی به نام یک عشق یک جنون معروف است، یک سریال تلویزیونی هندی می باشد که شروع آن در روز ۲۸ مهٔ ۲۰۱۲ و خاتمه آن در روز ۹ اوت ۲۰۱۴ بود، این سریال برای گرامیداشت ۱۰۰ سال سینمای هند تولید و از شبکه کالرز تی وی پخش شد.